# Jesse Martens
Jesse Martens (Gent, 22 maart 1990) is een Belgische voetballer die bij voorkeur als aanvallende middenvelder speelt. Hij debuteerde in 2009 in het betaald voetbal in het shirt van KSV Oudenaarde.

## Loopbaan

### Jeugd
Hij begon op zevenjarige leeftijd te voetballen bij KMSK Deinze, en ging in 2002 naar KAA Gent. Daar doorliep hij de jeugdreeksen tot bij de beloftenploeg. In de zomermercato van 2009 ging hij naar KSV Oudenaarde. Hij maakte zijn debuut in de nationale reeksen tegen RC Mechelen. 

### KSV Oudenaarde
In het seizoen 2011-2012 speelde hij een belangrijke rol in de promotie met KSV Oudenaarde naar de Belgische Tweede klasse. Nadat de heenwedstrijd van de finale van de eindronde tegen UR La Louvière Centre een doelpuntloos gelijkspel bleef, eindigde ook de terugwedstrijd na 120 minuten op een 0-0. KSV Oudenaarde vierde de promotie na 4-5 winst op strafschoppen, waarvan hij de eerste binnentrapte. 
In het daaropvolgende seizoen in Tweede klasse scoorde Martens vier doelpunten, tegen KSK Heist, Sportkring Sint-Niklaas en tweemaal tegen  Lommel United. Hij kon de degradatie naar de Belgische Derde Klasse niet vermijden aangezien KSV Oudenaarde op de voorlaatste plaats eindigde na een onsuccesvolle procedureslag met de KBVB. Hij werd verkozen door de supporters tot 'Speler van het seizoen' en ontving de bijhorende trofee, de 'Gouden Viking'.
In het schooljaar 2019-2020 was Jesse Martens leerkracht Engels en Nederlands in de tweede graad, op de IVG-School te Gent. Hij heeft ook een tijd les gegeven in het Sint-Lievenscollege Business, eveneens te Gent, als vervangleerkracht. Martens geeft tot op heden les in een school in de omstreken van Brussel. Seizoen 23/24 was zijn laatste voetbalseizoen, hij kondigde in het voorjaar van 2024 zijn afscheid aan.

## Spelerscarrière
| seizoen | club           | land   | competitie     | wed. | goals |
| ------- | -------------- | ------ | -------------- | ---- | ----- |
| 2009/10 | KSV Oudenaarde | België | Derde Klasse   | 34   | 4     |
| 2010/11 | KSV Oudenaarde | België | Derde Klasse   | 33   | 4     |
| 2011/12 | KSV Oudenaarde | België | Derde Klasse   | 37   | 12    |
| 2012/13 | KSV Oudenaarde | België | Tweede Klasse  | 32   | 4     |
| 2013/14 | KSV Oudenaarde | België | Derde Klasse   | 24   | 4     |
| 2014/15 | KSV Oudenaarde | België | Derde Klasse   | 34   | 3     |
| 2015/16 | KSV Oudenaarde | België | Derde Klasse   | 33   | 4     |
| 2016/17 | KSV Oudenaarde | België | Eerste Amateur | 29   | 6     |
| 2017/18 | KSV Oudenaarde | België | Eerste Amateur | 4    | 2     |
|         |                |        | Totaal         | 260  | 43    |

## Erelijst

### Clubs
- Eindrondewinst Derde Klasse: 2012

- Promotie Eerste Klasse Amateurs: 2015/2016

### Persoonlijk
- Gouden Viking: 2013

- Mooiste Doelpunt KSV Oudenaarde: 2016/2017